# 1260 Walhalla
1260 Walhalla (1933 BW) là một tiểu hành tinh vành đai chính được phát hiện ngày 29 tháng 1 năm 1933 bởi K. Reinmuth ở Heidelberg.